# Cariblatta tobagensis
Cariblatta tobagensis es una especie de cucaracha del género Cariblatta, familia Ectobiidae.

## Distribución
Esta especie se encuentra en Trinidad y Tobago.